# Olavius strigosus
Olavius strigosus är en ringmaskart som beskrevs av Erséus och Davis 1989. Olavius strigosus ingår i släktet Olavius och familjen glattmaskar. Inga underarter finns listade i Catalogue of Life.